# Juan de Carvajal
Pour les articles homonymes, voir Carvajal.
Ne doit pas être confondu avec le soldat républicain Juan López Carvajal ni avec le cardinal Juan Carvajal.
Juan de Carvajal (Villafranca de los Barros, Couronne de Castille, 1509 - El Tocuyo de la province de Venezuela, Empire espagnol, 16 septembre 1546) est un conquistador espagnol et un des premiers gouverneurs de la province de Venezuela.

## Biographie
Carvajal est né en Espagne en 1509. Il est au Venezuela dans les années 1540s, une période où le territoire était assigné à la famille Welser par l'empereur Charles Quint. Lorsque Philipp von Hutten et Bartholomé Welser étaient en expédition pour retrouver la mythique El Dorado, Carvajal tenta de prendre le pouvoir, et en 1545 il découvrit le lieu de fondation d'El Tocuyo qui devint la capitale administrative des colonialistes. Von Hutten et Welser revinrent de leur expédition avortée en 1546, une dispute éclata et Carvajal les tua. Les autorités espagnoles condamnèrent Carvajal à mort et aussi retirèrent les droits coloniaux à la famille Welser, ce qui mit fin à la Petite Venise.